# Province de Modesto Omiste
La province de Modesto Omiste est une des 16 provinces du département de Potosí, en Bolivie. Son chef-lieu est la ville de Villazón, située à la frontière argentine.
Sa population s'élevait à 36 266 habitants au recensement de 2001.